# 粗角網蝽
粗角網蝽（学名：Copium japonicum）为網蝽科網蝽屬下的一个种。其种加词“japonicum”意为“日本的”。